# Türkiye Kupası 1990/91
Die Türkiye Kupası 1990/91 war die 29. Auflage des türkischen Fußball-Pokalwettbewerbes. Der Wettbewerb begann am 26. September 1990 mit der 1. Runde und endete am 8. Mai 1991 mit dem Finale. Im Endspiel trafen MKE Ankaragücü und Galatasaray Istanbul aufeinander. Ankaragücü nahm zum fünften Mal am Finale teil und Galatasaray zum elften Mal.
Diese Finalpaarung kam zum dritten Mal zustande. Galatasaray gewann den Pokal zum neunten Mal. Sie besiegten Ankaragücü mit 3:1 nach Verlängerung.

## Teilnehmende Mannschaften
Für den türkischen Pokal waren folgende 105 Mannschaften teilnahmeberechtigt
| 1. Liga die 16 Vereine der Saison 1990/1991 | 2. Liga die 53 Vereine der Saison 1990/1991 | 3. Liga die 36 Vereine der Saison 1990/1991 |
| Adanaspor Aydınspor Bakırköyspor Beşiktaş Istanbul Boluspor Bursaspor Fenerbahçe Istanbul Galatasaray Istanbul Gaziantepspor Gençlerbirliği Ankara Karşıyaka SK Konyaspor MKE Ankaragücü Sarıyer GK Trabzonspor Zeytinburnuspor | Adana Demirspor Akçaabat Sebatspor Alanyaspor Altay İzmir Altınordu Izmir Antalyaspor Ayvalıkgücü Bandırmaspor Beykozspor Bucaspor Çaykur Rizespor Denizlispor Diyarbakırspor Düzcespor Elazığspor Erzurumspor Eskişehirspor Eyüpspor Fatih Karagümrük SK Gaziosmanpaşaspor Giresunspor Gönenspor Göztepe Izmir Hatayspor İnegölspor Izmirspor Kahramanmaraşspor Karabükspor Kartalspor Kasımpaşa Istanbul Keçiörengücü Kocaelispor Kuşadasıspor Kütahyaspor Malatyaspor Mersin İdman Yurdu Muğlaspor Nevşehir Spor Gençlik Niğdespor Orduspor Petrol Ofisi SK Polatlıspor PTT Sakaryaspor Samsunspor Şekerspor Siirt Köy Hizmetleri YSE Sökespor Ünyespor Vanspor Yalovaspor Yeni Afyonspor Yeni Salihlispor | Adana Polisgücü Aksarayspor Amasyaspor Anadoluhisarı Idmanyurdu Ankara Demirspor Bafraspor Bayburtspor Beylerbeyi SK Bingölspor Çeşmespor Çorumspor Dardanelspor Erdemir Ereğlispor Feriköy SK Giresunspor Gölcükspor Görelespor Kayserispor Lüleburgazspor Manisaspor Mardinspor Marmaris Belediye Gençlik Mudurnuspor Muşspor Mustafakemalpaşaspor Osmaniyespor Sarayköyspor Silivrispor Silvanspor Sivasspor Tavşanlı Linyitspor Tedaş 12 Martspor Torbalıspor Turgutluspor Vefa Istanbul Yeni Nazillispor |

## 1. Hauptrunde
Teilnehmer der 1. Runde:
- 36 Mannschaften: die Drittligisten aus der Saison 1990/91 auf den Plätzen 2 bis 5, der jeweiligen neun Gruppen
- 53 Mannschaften: die Mannschaften aus der 2. Liga der Saison 1991/92

Die 1. Hauptrunde wurde am 26. September 1990 ausgetragen. İnegölspor, Yalovaspor, Diyarbakırspor, Vanspor, Adana Demirspor, Nevşehir Spor Gençlik, Ünyespor, Akçaabat Sebatspor, Petrol Ofisi SK, Afyonspor und Göztepe Izmir erhielten ein Freilos und waren für die 2. Hauptrunde qualifiziert.
|                          | Ergebnis              |                           |
| ------------------------ | --------------------- | ------------------------- |
| Aksarayspor              | 5:1                   | Osmaniyespor              |
| Bucaspor                 | 0:2                   | Altınordu Izmir           |
| Şekerspor                | 3:2                   | Karabükspor               |
| Feriköy SK               | 2:0                   | Vefa Istanbul             |
| Alanyaspor               | 0:2                   | Muğlaspor                 |
| Altay Izmir              | 7:1                   | Kütahyaspor               |
| Anadoluhisarı Idmanyurdu | 1:2                   | Beylerbeyi SK             |
| Antalyaspor              | 1:3                   | Sökespor                  |
| Bandırmaspor             | 1:0                   | Kartalspor                |
| Bayburtspor              | 0:0 n. V. (7:6 i. E.) | Bafraspor                 |
| Bingölspor               | 0:0 n. V. (8:7 i. E.) | Mardinspor                |
| Bozüyükspor              | 2:5                   | Mustafakemalpaşaspor      |
| Çeşmespor                | 0:3                   | Turgutluspor              |
| Çorumspor                | 4:1                   | Sivasspor                 |
| Dardanelspor             | 3:1                   | Manisaspor                |
| Denizlispor              | 3:0                   | Kuşadasıspor              |
| Düzcespor                | 3:1                   | Erdemir Ereğlispor        |
| Eyüpspor                 | 2:1                   | Sakaryaspor               |
| Fatih Karagümrük SK      | 2:1                   | Kocaelispor               |
| Gaziosmanpaşaspor        | 2:0                   | Mudurnuspor               |
| Giresunspor              | 0:1                   | Çaykur Rizespor           |
| Gölcükspor               | 2:0                   | Tavşanlı Linyitspor       |
| Gönenspor                | 3:0                   | Ayvalıkgücü Belediyespor  |
| Görelespor               | 1:0                   | Tedaş 12 Martspor         |
| Izmirspor                | 2:0                   | Yeni Salihlispor          |
| Kasımpaşa Istanbul       | 0:1                   | Beykozspor                |
| Kayserispor              | 0:2                   | Adana Polisgücü           |
| Keçiörengücü             | 3:1                   | Eskişehirspor             |
| Malatyaspor              | 3:1                   | Erzurumspor               |
| Mersin İdman Yurdu       | 8:2                   | Kahramanmaraşspor         |
| Niğdespor                | 2:1                   | Hatayspor                 |
| Samsunspor               | 5:0                   | Orduspor                  |
| Sarayköyspor             | 0:0 n. V. (6:7 i. E.) | Nazilli Belediyespor      |
| Siirtspor                | 2:1                   | Elazığspor                |
| Silivrispor              | 3:1                   | Lüleburgazspor            |
| Silvanspor               | 1:0                   | Muşspor                   |
| Torbalıspor              | 3:1                   | Marmaris Belediye Gençlik |
| PTT                      | 0:1                   | Polatlıspor               |
| Ankara Demirspor         | 1:1 n. V. (2:4 i. E.) | Amasyaspor                |

## 2. Hauptrunde
Die 2. Hauptrunde wurde am 10. Oktober 1990 ausgetragen. Aksarayspor und Adana Polisgücü erhielten ein Freilos und waren für die 5. Hauptrunde qualifiziert.
|                       | Ergebnis  |                      |
| --------------------- | --------- | -------------------- |
| Petrol Ofisi SK       | 3:1       | Şekerspor            |
| Bayburtspor           | 5:0       | Görelespor           |
| Bingölspor            | 3:0 n. V. | Silvanspor           |
| Diyarbakırspor        | 3:0       | Siirtspor            |
| Malatyaspor           | 5:1       | Vanspor              |
| Ünyespor              | 2:1       | Çaykur Rizespor      |
| Çorumspor             | 2:1       | Amasyaspor           |
| Düzcespor             | 2:0       | Beylerbeyi SK        |
| Nevşehir Spor Gençlik | 1:0       | Mersin İdman Yurdu   |
| Niğdespor             | 2:0       | Adana Demirspor      |
| Samsunspor            | 4:0       | Akçaabat Sebatspor   |
| Altınordu Izmir       | 0:1       | İzmirspor            |
| Bandırmaspor          | 3:1 n. V. | Gönenspor            |
| Beykozspor            | 2:0       | İnegölspor           |
| Dardanelspor          | 2:1       | Turgutluspor         |
| Denizlispor           | 3:2       | Sökespor             |
| Eyüpspor              | 3:2       | Fatih Karagümrük SK  |
| Gölcükspor            | 3:0       | Mustafakemalpaşaspor |
| Keçiörengücü          | 6:2       | Polatlıspor          |
| Muğlaspor             | 1:2 n. V. | Afyonspor            |
| Silivrispor           | 3:0       | Feriköy SK           |
| Torbalıspor           | 4:0       | Nazilli Belediyespor |
| Yalovaspor            | 1:0       | Gaziosmanpaşaspor    |
| Göztepe Izmir         | 0:1 n. V. | Altay Izmir          |

## 3. Hauptrunde
Die 3. Hauptrunde wurde am 24. Oktober 1990 ausgetragen.
|                       | Ergebnis              |              |
| --------------------- | --------------------- | ------------ |
| Bayburtspor           | 3:0                   | Bingölspor   |
| Diyarbakırspor        | 4:2                   | Malatyaspor  |
| Ünyespor              | 1:3 n. V.             | Samsunspor   |
| Düzcespor             | 4:1                   | Çorumspor    |
| Nevşehir Spor Gençlik | 1:0                   | Niğdespor    |
| Petrol Ofisi SK       | 1:4 n. V.             | Keçiörengücü |
| Beykozspor            | 1:0                   | Bandırmaspor |
| Denizlispor           | 4:0                   | Afyonspor    |
| Eyüpspor              | 1:1 n. V. (4:5 i. E.) | Yalovaspor   |
| Gölcükspor            | 1:0                   | Silivrispor  |
| Izmirspor             | 1:5                   | Altay Izmir  |
| Torbalıspor           | 3:0                   | Dardanelspor |

## 4. Hauptrunde
Die 4. Hauptrunde wurde am 7. November 1990 ausgetragen.
|                       | Ergebnis              |                |
| --------------------- | --------------------- | -------------- |
| Altay Izmir           | 2:2 n. V. (4:3 i. E.) | Denizlispor    |
| Bayburtspor           | 2:2 n. V. (5:6 i. E.) | Düzcespor      |
| Gölcükspor            | 4:1                   | Torbalıspor    |
| Keçiörengücü          | 1:2                   | Samsunspor     |
| Nevşehir Spor Gençlık | 2:1                   | Diyarbakırspor |
| Yalovaspor            | 3:1                   | Beykozspor     |

## 5. Hauptrunde
Die 5. Hauptrunde wurde am 5. Dezember 1990 ausgetragen. Zu den 8 Siegern aus der 4. Hauptrunde nahmen hier die Erstligisten von Platz 9. bis 16 der aktuellen Saison 1990/91 teil.
|                       | Ergebnis              |                 |
| --------------------- | --------------------- | --------------- |
| Adana Polisgücü       | 0:1                   | Karşıyaka SK    |
| Altay Izmir           | 4:1                   | Adanaspor       |
| MKE Ankaragücü        | 2:2 n. V. (4:1 i. E.) | Boluspor        |
| Bursaspor             | 1:0                   | Gölcükspor      |
| Düzcespor             | 0:1                   | Zeytinburnuspor |
| Gaziantepspor         | 2:0                   | Aksarayspor     |
| Nevşehir Spor Gençlik | 0:1                   | Konyaspor       |
| Samsunspor            | 2:1                   | Yalovaspor      |

## Achtelfinale
Das Achtelfinale wurde am 22. Dezember 1990 ausgetragen. Zu den acht Siegern aus der 5. Hauptrunde nahmen hier die Erstligisten von Platz 1. bis 8 der aktuellen Saison 1990/91 teil.
|                       | Ergebnis |                      |
| --------------------- | -------- | -------------------- |
| Gençlerbirliği Ankara | 2:5      | Bakırköyspor         |
| Sarıyer GK            | 3:0      | Karşıyaka SK         |
| MKE Ankaragücü        | 2:0      | Altay Izmir          |
| Fenerbahçe Istanbul   | 2:1      | Gaziantepspor        |
| Konyaspor             | 0:1      | Galatasaray Istanbul |
| Samsunspor            | 0:1      | Beşiktaş Istanbul    |
| Trabzonspor           | 5:3      | Bursaspor            |
| Zeytinburnuspor       | 2:4      | Aydınspor            |

## Viertelfinale
Das Viertelfinale fand am 13. Februar 1991 statt.
|                     | Ergebnis              |                      |
| ------------------- | --------------------- | -------------------- |
| Trabzonspor         | 2:1                   | Bakırköyspor         |
| MKE Ankaragücü      | 4:0                   | Aydınspor            |
| Fenerbahçe Istanbul | 2:2 n. V. (4:3 i. E.) | Sarıyer GK           |
| Beşiktaş Istanbul   | 2:2 n. V. (4:5 i. E.) | Galatasaray Istanbul |

## Halbfinale
Das Halbfinale wurde am 13. März 1991 ausgetragen.
|                      | Ergebnis  |                |
| -------------------- | --------- | -------------- |
| Fenerbahçe Istanbul  | 1:3       | MKE Ankaragücü |
| Galatasaray Istanbul | 2:1 n. V. | Trabzonspor    |

## Finale
| Paarung              | MKE Ankaragücü – Galatasaray Istanbul |
| Ergebnis             | 1:3 n. V. (1:1, 1:1) |
| Datum                | 8. Mai 1991 um 17:00 Uhr |
| Stadion              | Atatürk-Stadion, Izmir |
| Schiedsrichter       | Hasan Ceylan (Izmir) |
| Tore                 | 1:0 Cengiz Alp (17.) 1:1 Tanju Çolak (18.) 1:2 Uğur Tütüneker (106.) 1:3 Tugay Kerimoğlu (120.) |
| MKE Ankaragücü       | Rade Zalad – Serhat Güller, Erhan Çağlayan, Bahaddin Güneş, Ergün Yücel (107. Tarık Üstün) – Sinan Engin (105. Beyzat Kaya), Abdullah Duran, Cengiz Alp, Hayati Soydaş – Hayrettin Kılıç, Sead Sabotic Cheftrainer: Samet Aybaba                     |
| Galatasaray Istanbul | Hayrettin Demirbaş – Bülent Korkmaz, Cüneyt Tanman, Yusuf Altıntaş, Metin Yıldız – Tugay Kerimoğlu, Muhammet Altıntaş, Uğur Tütüneker (115. Iosif Rotariu) – Tanju Çolak, Erdal Keser, Hasan Vezir (55. Dževat Prekazi) Cheftrainer: Mustafa Denizli |
| Gelbe Karten         | Cengiz Alp, Bahaddin Güneş, Ergün Yücel – Bülent Korkmaz, Yusuf Altıntaş, Tugay Kerimoğlu, Uğur Tütüneker |

## Beste Torschützen
| Rang | Spieler               | Verein         | Tore |
| ---- | --------------------- | -------------- | ---- |
| 1    | Hasan Yıldırım        | Altay Izmir    | 7    |
| 2    | Salih Karahan         | Keçiörengücü   | 6    |
| 3    | Sead Sabotic          | MKE Ankaragücü | 5    |
| 4    | Cengiz Alp            | MKE Ankaragücü | 4    |
| 4    | Orkun Koç             | Gölcükspor     | 4    |
| 4    | Reha Kapsal           | Altay Izmir    | 4    |
| 4    | Hami Mandıralı        | Trabzonspor    | 4    |
| 4    | Jaroslaw Araszkiewicz | Bakırköyspor   | 4    |
| 9    | Recep Yurtsever       | Torbalıspor    | 3    |
| 9    | Levent Eriş           | İzmirspor      | 3    |